# Río Chaihuín
Río Chaihuín är ett vattendrag i Chile.   Det ligger i regionen Región de Los Ríos, i den södra delen av landet, 800 km söder om huvudstaden Santiago de Chile.
I omgivningen kring Río Chaihuín växer i huvudsak blandskog. Området är mycket glesbefolkat, med 6 invånare per kvadratkilometer.